# 안동 간고등어

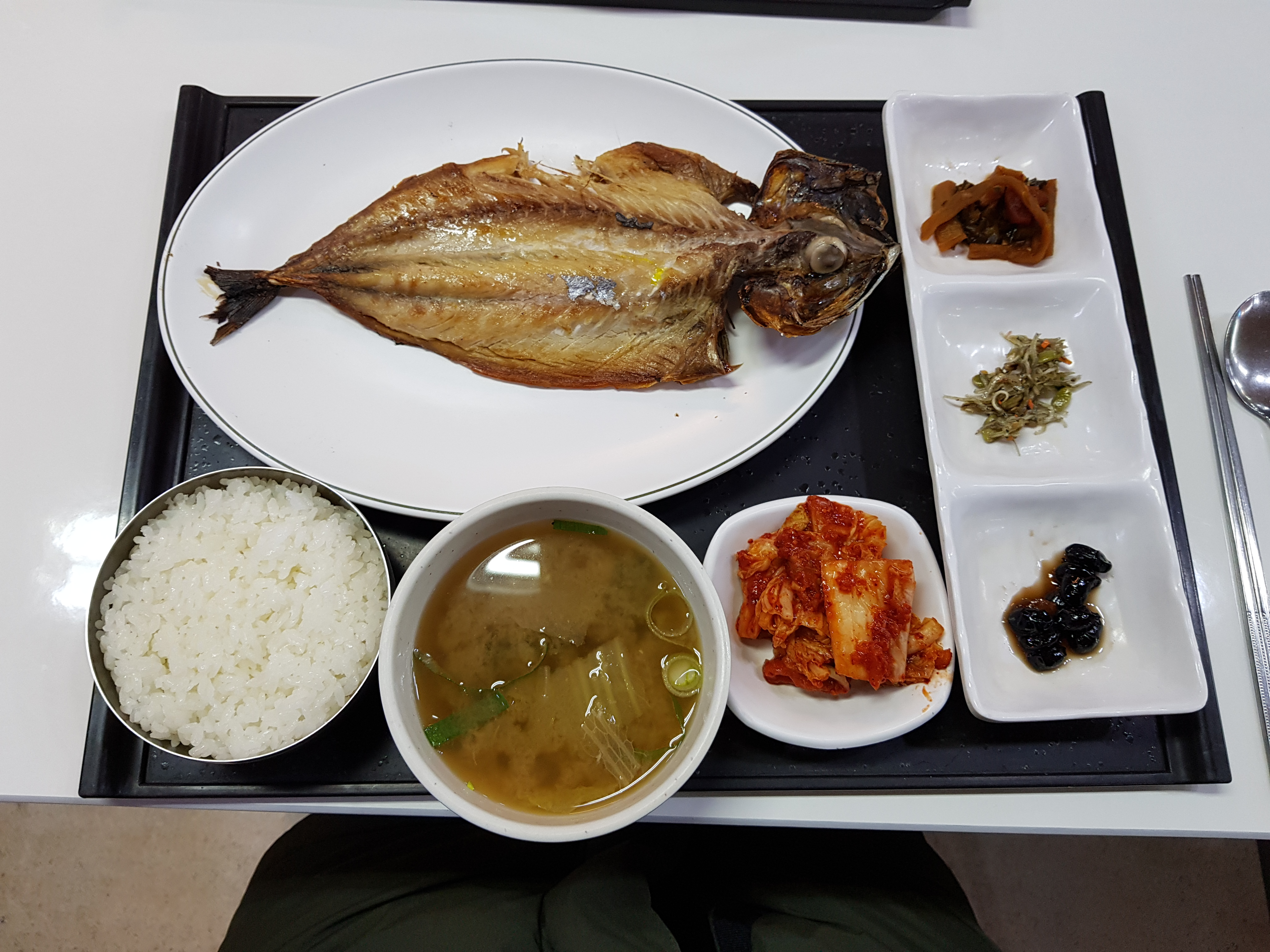
안동휴게소(부산방향)의 안동 간고등어

안동 간고등어는 고등어를 소금으로 염장 처리하여 만드는 경상북도 안동에서 유래 된 음식이다.

## 유래
안동 간고등어는 이름에서 알 수 있듯이 경북 안동에서 유래 된 음식이다. 안동은 바다와 밀접해있지 않은 내륙지방이었고 이로 인해 원래부터 싱싱한 해산물을 접하기에는 힘든 환경이었다. 그렇기 때문에 안동 사람들은 가까운 지역인 영덕에서 해산물을 가져와 얻을 수 있었다. 소금이 묻혀진 고등어가 영덕에서 안동까지 오는 시간 동안에 밀려오는 햇빛과 바람에 의해 자연적으로 숙성될 수 있었고 도로를 건너오는 동안 흔들리며 물기는 빠져서 간이 되어있는 간고등어가 되는 것이었다.

## 문화적 배경
안동은 과거부터 동성촌,집성촌이 발달 되어있었기 때문에 유독 다른 지역에 비해서 마을 내에서의 교류가 활발하였는데 그들이 축제,장례식,의례 등의 여러 가지 일들이 있을 때에도 가격은 싸면서도 격식또한 챙길 수 있는 여러 역할을 해줄 수 있는 간고등어 요리는 여러 방면에서 안동 사람들에게 사랑받아왔다. 현재에도 고등어의 가격은 안동에서 결정된다는 말이 있을정도로 안동간고등어의 생산량이 대한민국 고등어 전체의 생산량에도 큰 영향을 끼친다.

## 역사
과거의 쓰여진 책들을 보면 안동의 간고등어가 특산물로 유명했을것이라는 것을 추측할 수 있다. 허균이 전국을 돌며 각각 지역의 특산품에 대해 쓴 책인 성소부부고에는 안동에서 나는 고등어의 맛을 칭찬하는 내용이 담겨져 있으며 조선 중종 시절 성종 때 만들어진 동국여지승람의 증보판인 신증동국여지승람에도 상도영해도호부에 고등어가 난다는 기록이 남아있다.

## 조리법
고등어의 배를 따고 나서 첫번째로 염장을 해준 뒤에 다시 2차 염장을 하여 일정 기간 숙성시켜 만든다. 이렇게 염장을 하고 숙성을 시킨 고등어는 맛과 육질이 좋아지며  비린내도 줄어들어 찜, 조림 구이 등 다양한 음식에도 사용 가능하게 된다.

## 효용성
고등어,참치등에 들어 있는 오메가-3 지방산은 소아 발달, ADHD 방지, 당뇨병, 치매와 알츠하이머 방지등에 효과를 지니고 있으며 생선에게만 있는 특수 영양소인 EPA 역시도 성인병 방지, 뇌 기능 촉진등에 효과를 보이며 DHA는 혈중 콜레스테롤 수치를 낮춰주는 효과를 가지고 있다.

## 상품화
안동간고등어는 과거부터 근대에 이르기까지 상품성을 지니고 있는 상품은 아니었고 단지 안동의 사람들이 먹는 음식에 불과했다. 1997년 IMF로 인하여  '지역경제 살리기 캠페인"이 진행되었고 그러던 1999년 엘리자베스 여왕이 안동에 방문하며 안동의 전통적인 음식에 대하여 관심이 모였고 그 해부터 적극적으로 안동 간고등어를 홍보했고 성공적인 마케팅으로 당당히 하나의 브랜드로 정착 시켰으며 전세계에 수출되며 안동이라는 지역의 위상을 드높이고 있다.

## 관련 문화 컨텐츠
네이버에 연재되었던 허영만의 웹툰 안동 간고디

## 같이 보기
- 경상도의 음식 목록
- 고등어